# Abidin Ünal

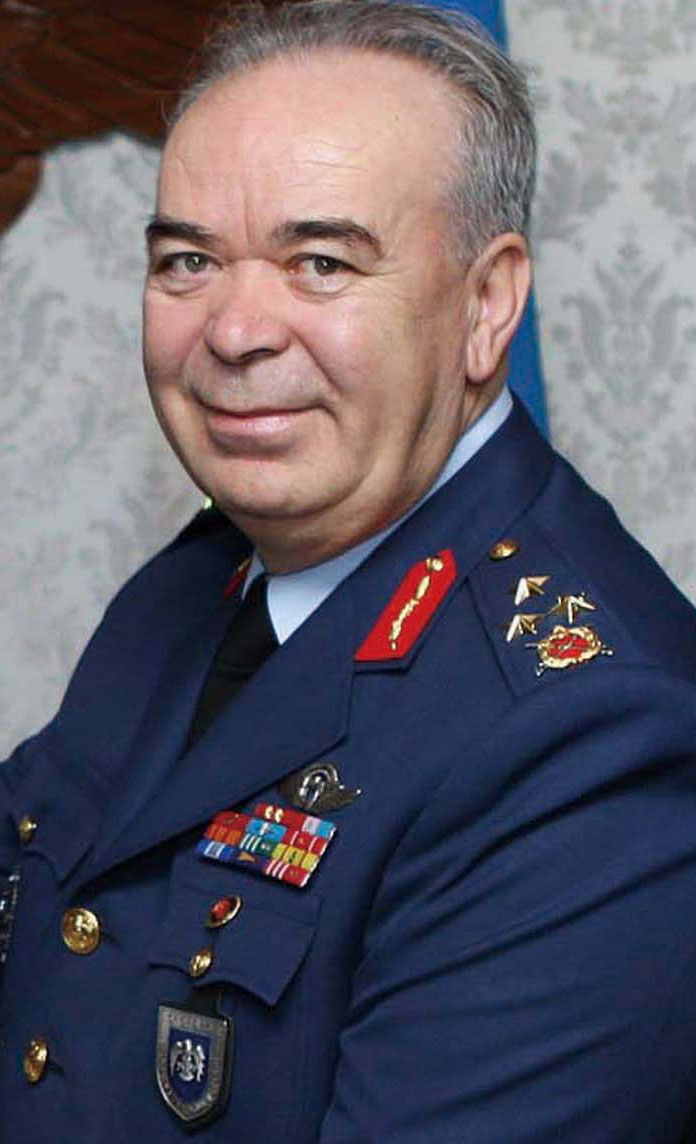
General Abidin Ünal

Abidin Ünal (* 1. Januar 1953 in Pınarbaşı, Provinz Kayseri) ist ein türkischer General, der unter anderem seit 2015 Oberkommandierender der Luftstreitkräfte (Türk Hava Kuvvetleri) ist.

## Leben

### Offizier und Stabsoffizier
Ünal besuchte die Grundschule in Kazancık sowie die Mittelschule in Pınarbaşı und die Mittelschule Demir-Çelik-Ortaokulu in Karabük, ehe er von 1968 bis 1972 eine Ausbildung an der Berufsfachschule für Chemietechnik (Kimya Teknisyen Okulu) in Ankara absolvierte.
1972 begann er seine Offiziersausbildung an der Luftwaffenschule (Hava Harp Okulu), die er am 30. August 1975 als Leutnant (Teğmen) abschloss. Im Anschluss fand er zunächst Verwendung in der 2. Ausbildungsbasis des Luftwaffenausbildungskommandos in Çiğli sowie anschließend in der 3. Luftwaffenbasis in Konya, wo er im Juli 1977 Fluglehrer in der 131. Staffel wurde. 1982 begann er seine Ausbildung zum Stabsoffizier an der Luftwaffenakademie (Hava Harp Akademisi), die er 1984 beendete. Danach war er als Instrukteur im Ausbildungsregiment der Luftwaffenschule tätig und wurde 1987 Pilot sowie Ausbilder in einer F-16-Staffel, ehe er zwischen 1989 und 1990 Kommandeur der Fliegenden Gruppe der ebenfalls aus F-16-Mehrzweckkampfflugzeugen bestehenden 142. Staffel in dem Luftwaffenstützpunkt Akıncı wurde.
1990 wechselte Ünal ins Verteidigungsministerium (Millî Savunma Bakanlığı) und wurde dort Projektoffizier in der F-16-Systemmanagement-Abteilung und fand anschließend 1991 Verwendung als Offizier in der 162. F-16-Mehrzweckstaffel in Bandırma. Nachdem er von 1992 bis 1993 Absolvent des britischen Royal Air Force College in Cranwell war, wurde er 1993 Kommandeur der 192. Mehrzweckstaffel in Balıkesir. Danach wurde er 1994 Projektoffizier im Referat für Abrüstung und Internationale Beziehungen der Abteilung für Planung und Politik im Generalstab der Türkei sowie 1995 Militärberater der Ständigen Vertretung der Türkei bei der Organisation für Sicherheit und Zusammenarbeit in Europa (OSZE) in Wien, ehe er am 5. September 1998 Leiter der Operationsabteilung der 5. Luftwaffenbasis in Merzifon wurde.

### Aufstieg zum General
Am 30. August 2000 wurde Ünal zum Brigadegeneral (Tuğgeneral) befördert und zum Leiter des Wissenschaftlichen Unterstützungszentrums beim Generalstab ernannt sowie zum Mitglied der Generalversammlung der Forschungs- und Technologieorganisation  der NATO. Am 3. August 2002 wurde er Kommandeur der 5. Luftwaffenbasis (5. Ana Jet Üs Komutanlığı) in Merzifon sowie am 4. August 2003 Leiter der Abteilung für Projektmanagement im Oberkommando der Luftstreitkräfte.
Ünal wurde am 17. August 2004 zum Leiter der Abteilung für Grundsatzplanung im Oberkommando der Luftwaffe ernannt und erhielt kurz darauf am 30. August 2004 seine Beförderung zum Generalmajor (Tümgeneral). Im Anschluss fungierte er vom 4. August 2006 bis zum 12. August 2008 als Kommandant der Luftwaffenschule (Hava Harp Okulu). 2008 wurde er zum Generalleutnant (Korgeneral) befördert und zum Leiter der Abteilung für Militärattachés und Aufsicht im Generalstab ernannt. Anschließend fungierte er von 2009 bis 2011 als Chef des Stabes im Oberkommando der Luftstreitkräfte sowie zwischen 2011 und 2014 als Kommandierender General des damaligen 1. Taktischen Luftwaffenkommandos (1. Hava Kuvveti Komutanı) in Eskişehir.
Nach der Zusammenfassung der bisherigen beiden Taktischen Luftwaffenkommandos in Eskişehir und Diyarbakır mit dem 10. Tanker-Basiskommando (10. Tanker Üs Komutanlığı) auf der Incirlik Air Base sowie dem 14. Kommando für unbemannte Lenkkörpersysteme (14. İnsansız Uçak Sistemleri Ana Üs Komutanlığı) in Batman und des 15. Raketenkommandos (15. Füze Üs Komutanlığı) in Alemdağ zum Luftkampf- und Luftraketenkommando (Muharip Hava Kuvveti ve Hava Füze Savunma Komutanlığı) in Eskişehir am 5. August 2014 wurde Generalleutnant Ünal zunächst de facto dessen stellvertretender Kommandierender General und bereits zwei Tage später nach seiner Beförderung zum General (Orgeneral) am 7. August 2014 dessen Kommandierender General, ohne dass es einen Vorgänger gab.
Zuletzt wurde er am 14. August 2015 als Nachfolger von General Akın Öztürk schließlich Oberkommandierender der Luftstreitkräfte (Türk Hava Kuvvetleri), während Generalleutnant Mehmet Şanver neuer Kommandierender General des Luftkampf- und Luftraketenkommandos wurde.
General Ünal ist verheiratet und Vater eines Kindes.